# Zentralquartett
Das Zentralquartett ist eine deutsche Gruppe des Creative Jazz. Das Quartett, das zunächst unter dem Namen Synopsis auftrat, war eine der wichtigen Bands für den freien Jazz in der DDR.

## Werdegang
Gegründet wurde das Quartett unter dem Namen Synopsis für das Jazz Jamboree in Warschau 1973, wo eigentlich die  Rhythmusgruppe der damaligen Rockjazzband SOK auftreten wollte. Dort hatte die frisch formierte Band einen überwältigenden Erfolg: Ihr radikaler Free Jazz fand in Warschau internationale Anerkennung. Er „führte auch dazu, dass die offizielle DDR-Kulturpolitik den Freejazz im eigenen Land als international anerkannt wahrnehmen und ihre eigenen Auffassungen zu Gut und Schlecht in der Musik revidieren musste.“ Der Auftritt von Synopsis in Warschau führte so zu einem „Paradigmenwechsel“ in der Jazzkultur der DDR, der gesamtdeutsche Auswirkungen hatte. Eine erste Rundfunkproduktion aus der DDR von 1974 wurde im gleichen Jahr bei FMP in Westberlin veröffentlicht; kurz darauf wurde eine weitere Aufnahme im Rundfunk eingespielt, die bei Amiga erscheinen konnte. Auf beiden Platten kamen verstärkt Themen ins Spiel, die frei aufgelöst und wieder neu zusammengesetzt wurden: Volksmusikalisches, Hymnisches, Modales und Ostinato-Strukturen.
Der Bassist Klaus Koch löste 1975 Conny Bauer ab. Die Gruppe bestand bis etwa 1978, wobei Ulrich Gumpert in dieser Phase gelegentlich auch Ventilposaune spielte. Um 1978 hatten die Beteiligten ihre musikalische Sprache individualisiert und sich mit eigenen Bands, Soloauftritten und anderen Projekten so profiliert, „dass sich das Quartett klammheimlich auflöste“.
Im März 1984 kam es anlässlich einer Konzertreihe in Paris auf Initiative Sommers zur Wiedergründung in der Ursprungsbesetzung von 1973. Für die Gruppe wurde seitdem der Name Zentralquartett verwendet. Auf dem in rot gehaltenen Plakat der Gruppe waren die Köpfe der Musiker hintereinander montiert wie die ideologischen „Klassiker“ Marx, Engels und Lenin.
Die zunächst zu DDR-Zeiten ironische Anspielung des Bandnamens auf das Zentralkomitee erweist sich aus dem historischen Abstand betrachtet durchaus als stimmig, weil die vier Musiker eine zentrale musikalische Institution des DDR-Jazz bildeten: „Die Viererbande personifiziert gewissermaßen, was den ‚freien‘ Jazz in der DDR besonders machte: Spontanes und Strukturiertes, Hymnisches und Elegisches, Ausbruch und Aufbruch“. Das Ensemble, das bis heute besteht, hat „einen eigenständigen Stil entwickelt, der lässig Elemente der Folkore, des freien und des traditionellen Jazz verknüpft“.
Mittlerweile ist im Zentralquartett an Stelle von Petrowsky gelegentlich auch Manfred Hering (Saxophon) zu hören.
Seit April 2016 spielt Christof Thewes anstelle von Conny Bauer Posaune. In einem Interview mit Jazz thing gab Bauer an, dass er nicht an der geplanten Produktion und den Konzerten des Zentralquartetts mit Wolf Biermann teilnehmen wolle, weil er sich nicht als Begleiter eines Liedermachers verstehe.
Im April 2018 treten sie als Das neue Zentralquartett auf. Neben Gumpert, Sommer und Thewes spielt Henrik Walsdorff (as) an Stelle von Petrowsky.

## Diskografie

### Synopsis
- Synopsis 1974 (Amiga 855395 LP)
- Auf der Elbe schwimmt ein rosa Krokodil 1975 FMP 0240 LP/als CD bei Intakt[9]
- Synopsis 1975 (CD 1 in der CD-Box Jazz in der DDR, Jazzwerkstatt 2023)[10]
- Synopsis ’77 – Live in Mittweida 1996 (SYN 01 CD)

### Zentralquartett
- Günter Sommer et trois vieux amis (=C. Bauer, Gumpert, Petrowsky): Ascenseur pour le 28, 1984 (nato 329)
- Zentralquartett 1990 (Zong 2170019, Re-Issue: Intakt 069 CD)
- Plié 1994 (Intakt 037 CD)
- Careless Love 1998 (Intakt 050 CD)
- 11 Songs – Aus Teutschen Landen 2006 (Intakt 113 CD)
- Der Kuss – Das ZK In Leipzig, Live 2014
- … paar eckige Runden drehn! 2016 (mit Wolf & Pamela Biermann)